# 肯諾拉區
肯諾拉區（英語：Kenora District）是加拿大安大略省北部一個分區，東南臨科克倫區，南接雷灣區和雷尼河區，西接緬尼吐巴省，北面和東北面則瀕臨哈德遜灣和詹姆斯灣，行政中心設於肯諾拉市。據2011年人口普查所示，肯諾拉區有57607名居民。肯諾拉區的面積為407,213.01平方（157,225.82平方英里），人口密度為每平方公里0.1人，是安省面積最大及人口密度最低的行政區劃。肯諾拉區基本上沒有任何地方行政功能，區內的服務主要由建制城鎮政府、地區服務局或直接由省政府提供。
肯諾拉區於1909年脫離雷尼河區而成
。1912年，阿爾巴尼河以北的地域從西北地區轉歸安大略省，並設為派翠西亞區（Patricia District）；派翠西亞區則於1927年併入肯諾拉區。

## 轄區
- 德萊登市（City of Dryden）
- 肯諾拉市（City of Kenora）
- 紅湖鎮（Town of Red Lake）
- 蘇盧寇特鎮（Town of Sioux Lookout）
- 伊爾瀑布鄉（Township of Ear Falls）
- 伊格納斯鄉（Township of Ignace）
- 馬欽鄉（Township of Machin）
- 皮克爾湖鄉（Township of Pickle Lake）
- 蘇湖峽-內斯特瀑布鄉（Township of Sioux Narrows-Nestor Falls）

區內餘下的非建制地區則統稱為非建制肯諾拉區（Unorganized Kenora District）。

## 外部連結
- 维基共享资源上的相關多媒體資源：肯諾拉區